# Acacia nyssophylla
Acacia nyssophylla é uma espécie de leguminosa do gênero Acacia, pertencente à família Fabaceae.